# Simone Inzaghi
Simone Inzaghi (Piacenza, 5. travnja 1976.) talijanski je nogometni trener i bivši nogometaš. Trenutno je trener Al Hilala. Kao igrač igrao je na poziciji napadača.
Inzaghi je svoju igračku karijeru započeo 1994. godine u Piacenzi, ali je  išao na posudbe u nekoliko klubova, uključujući Novaru i Lumezzane, gdje je osvojio naslove Serie C2 1996. i 1997. godine. Inzaghi je otišao  u Lazio 1999. i osvojio jedan naslov Serie A, tri naslova Coppa Italije, jedan Talijanski superkup i jedan UEFA Superkup. Također je igrao za Sampdoriju i Atalantu na posudbama. Umirovio se 2010. godine Na međunarodnoj razini, Inzaghi je upisao tri utakmice za Italiju između 2000. i 2003. godine.

## Trenerska karijera

### Lazio
Nakon umirovljenja, Inzaghi je ostao u Laziju, vodeći selekcije Allievi i Primavera. Dana 3. travnja 2016. imenovan je kao privremeni trener seniorske momčadi nakon otkaza Stefanu Pioliju.
Prije sezone 2016./17., Inzaghija je zamijenio Marcelo Bielsa. Međutim, kako je Argentinac napustio svoju dužnost nakon manje od tjedan dana, imenovan je za glavnog trenera. Vodio je momčad do petog mjesta u Serie A, kao i do finala talijanskog kupa, izgubljenog od Juventusa. Dana 7. lipnja 2017. obnovio je ugovor do 2020. godine.
Sezona 2017./18. započela je trofejem, stečenim pobjedom Lazija nad Juventusom u Talijanskom superkupu rezultatom 3:2. Lazio je ponovno završio na petom mjestu u Serie A, nedovoljnom za kvalifikacije za Ligu prvaka.
U sezoni 2018./19. Lazio je osvojio Talijanski kup dobivši Atalantu 2:0, i tako osvojivši svoj sedmi naslov te ostvarivši automatski plasman u UEFA Europsku ligu.
Dana 22. prosinca 2019. Inzaghi je osvojio svoj drugi naslov Talijanskog superkupa s Lazijom, nakon pobjede od 3:1 nad Juventusom.
U sezoni 2019./20. vodio je Lazio do četvrtog mjesta, kojim je izborio pravo nastupa u UEFA Ligi prvaka 2020./21., prvi put od sezone 2007./08. Lazio je ispao u osmini finala Lige prvaka 2020./21.

### Inter Milan
Dana 27. svibnja 2021. Lazio je potvrdio da je Inzaghi službeno napustio klub. Inzaghi je 3. lipnja 2021. potpisao dvogodišnji ugovor kao trener Intera.
U svojoj prvoj sezoni kao trener Intera, Inzaghi je osvojio Talijanski superkup 12. siječnja 2022. i Coppa Italiju 11. svibnja 2022., porazivši Juventus nakon produžetaka u oba slučaja, odnosno 2:1 na San Siru i 4:2 na Stadio Olimpicu. Završio je prvenstvo Serie A na drugom mjestu, kao klub s najviše golova (84) i sezonu Lige prvaka u osmini finala, ispao od Liverpoola s ukupnim rezultatom 1:2 (2:0 poraz na San Siru i 1:0 pobjeda na Anfieldu).
U svojoj drugoj sezoni, unatoč nekonzistentnoj sezoni Serie A u kojoj je Napoli došao do naslova, ponovno je osigurao Talijanski superkup i vodio Inter do još jednog naslova Coppa Italije. Najznačajnije postignuće u toj sezoni je bio ulazak Intera u finale Lige prvaka po prvi put nakon 13 godina. Inter je u finalu izgubio s 1:0 od Manchester Cityja. Inzaghi je 5. rujna 2023. produžio ugovor s Interom do 2025. godine.
Dana 15. siječnja 2024. Inzaghi je zauzeo treće mjesto u izboru za najboljeg FIFA-inog trenera za 2023., iza Pepa Guardiole i Luciana Spallettija. Dana 22. travnja 2024., Inzaghi je osvojio Serie A s Interom u 2:1 gostujućoj pobjedi protiv Milana.